# Arnau Martínez
Arnau Martínez López (Premià de Dalt, 25 aprile 2003) è un calciatore spagnolo, difensore del Girona.

## Caratteristiche tecniche
Nell'ottobre del 2023, è stato incluso nella lista dei 25 finalisti del premio European Golden Boy, assegnato dal quotidiano Tuttosport al miglior giocatore Under-21 militante in un campionato europeo.

## Carriera

### Club
Cresciuto nel settore giovanile del Girona, ha esordito in prima squadra il 17 dicembre 2020, disputando l'incontro della Coppa del Re vinto per 0-2 contro il Gimnástica Segoviana; il 28 marzo 2021 ha debuttato in Segunda División, giocando l'incontro vinto per 2-1 contro l'Albacete.

### Nazionale
Ha giocato nella nazionale spagnola Under-19.
Nel 2023 ha partecipato agli Europei Under-21, nei quali la sua nazionale è stata finalista perdente.

## Statistiche

### Presenze e reti nei club
Statistiche aggiornate all'11 dicembre 2024.
| Stagione        | Squadra         | Campionato      | Campionato | Campionato | Coppe nazionali | Coppe nazionali | Coppe nazionali | Coppe continentali | Coppe continentali | Coppe continentali | Altre coppe | Altre coppe | Altre coppe | Totale | Totale |
| Stagione        | Squadra         | Comp            | Pres       | Reti       | Comp            | Pres            | Reti            | Comp               | Pres               | Reti               | Comp        | Pres        | Reti        | Pres   | Reti   |
| --------------- | --------------- | --------------- | ---------- | ---------- | --------------- | --------------- | --------------- | ------------------ | ------------------ | ------------------ | ----------- | ----------- | ----------- | ------ | ------ |
| 2020-2021       | Girona B        | TD              | 7          | 1          | -               | -               | -               | -                  | -                  | -                  | -           | -           | -           | 7      | 1      |
| 2020-2021       | Girona          | SD              | 12+4       | 1+0        | CR              | 4               | 0               | -                  | -                  | -                  | -           | -           | -           | 20     | 1      |
| 2021-2022       | Girona          | SD              | 36+4       | 1+1        | CR              | 2               | 0               | -                  | -                  | -                  | -           | -           | -           | 42     | 2      |
| 2022-2023       | Girona          | PD              | 33         | 3          | CR              | 2               | 0               | -                  | -                  | -                  | -           | -           | -           | 35     | 3      |
| 2023-2024       | Girona          | PD              | 21         | 0          | CR              | 5               | 0               | -                  | -                  | -                  | -           | -           | -           | 26     | 0      |
| 2024-2025       | Girona          | PD              | 32         | 2          | CR              | 2               | 1               | UCL                | 5                  | 0                  | -           | -           | -           | 39     | 3      |
| Totale Girona   | Totale Girona   | Totale Girona   | 134+8      | 7+1        |                 | 15              | 1               |                    | 5                  | 0                  |             | -           | -           | 162    | 9      |
| Totale carriera | Totale carriera | Totale carriera | 141+8      | 8+1        |                 | 15              | 1               |                    | 5                  | 0                  |             | -           | -           | 169    | 10     |